# إكرام أليسكروف
إكرام صابروفيتش أليسكروف (بالليزغينية: Икрам Сабиран хва Алискеррин؛ بالروسية: Икрам Сабирович Алискеров؛ مواليد 7 ديسمبر 1992) هو مقاتل فنون قتالية مختلطة روسي ومنافس سامبو يُنافس في الوزن المتوسط في يو إف سي.
أليسكروف هو بطل العالم في قتال السامبو، فاز ببطولة العالم 4 مع منظمتين مختلفتين (FIAS & WCSF)، وفاز ببطولتين أوروبيتين، مرة أخرى تحت منظمتين (بطولة السامبو الأوروبية وإيه سي أس أف).
كما حقق إكرام أليسكروف انتصارات مهمة للغاية على زملائه أبطال العالم مثل ياروسلاف أموسوف ومراد كريموف وريموند ماغوميدالييف في مختلف بطولات سامبو القتالية.

## نشأته
ولد أليسكروف، وهو من عرقية لزجين، في 7 ديسمبر 1992، في قرية كاسومكنت في مقاطعة سليمان ستالسكي في داغستان، روسيا. بدأ ممارسة الرياضة في الصف الخامس، حيث بدأ في حضور دروس السامبو والجودو. لسنوات، تدرب أليسكروف تحت إشراف مدربين ذوي خبرة جاءوا من صالة الألعاب الرياضية عبد المناف نورمحمدوف. في سن التاسعة عشرة، تمت دعوته للانضمام إلى نادي «البطل» من قبل المدرب إيسادول أميراجاييف، حيث بدأ أيضًا التدّرب في فنون القتال المختلطة.

## مسيرته في السامبو
خلال فترة عمله كمنافس قتال السامبو، أصبح بطل العالم في عام 2016 تحت راية الاتحاد الدولي للسامبو، وبطل كأس العالم مرتين في عامي 2014 و2015 مرة أخرى تحت راية الاتحاد الدولي للسامبو، وبطل أوروبا في عام 2017 تحت راية الاتحاد الأوروبي للسامبو.

## فنون القتال المختلطة

### مسيرته المبكرة
تنافس أليسكروف ثلاث مرات في فنون القتال المختلطة خلال عامي 2012 و2015، وفاز بجميع نزالاته.

### اتحاد القتال الشجاع
ركز أليسكروف بالكامل على هذه الرياضة في عام 2017، عندما وقع عقدًا مع اتحاد القتال الشجاع. وكان من المقرر أن يخوض أول قتال له مع المنظمة ضد ويل فلوري في 29 أبريل 2017، في حدث بي سي إف 6. ومع ذلك، اضطر فلوري إلى الانسحاب من القتال وتم استبداله بروفات أسادوف. فاز بالقتال عن طريق الإخضاع في الجولة الأولى.

### بطولة النسر القتالية
واجه أليسكروف ناه شون بوريل في النسر إف سي 46 في 11 مارس 2022. في وزن إنز، أخفق إكرام أليسكروف في قياس الوزن لنزاله. بلغ وزن أليسكروف 186.2 رطلاً، أي 0.2 رطل فوق حد الوزن المتوسط غير المسموح به. بدأ النزال في الوزن الغير محدد وتم تغريمه بنسبة مئوية من محفظته، والتي ذهبت إلى بوريل. فاز بالنزال بقرار جماعي من الحكام.

### سلسلة منافسات دانا وايت
واجه أليسكروف ماريو سوزا في 13 سبتمبر 2022 في سلسلة منافسات دانا وايت 54. فاز في المعركة عبر تقديم كيمورا في الجولة الأولى، وفاز بعقد UFC في هذه الأثناء.

### يو إف سي
واجه أليسكروف فيل هاوز في 6 مايو 2023 في يو إف سي 288. وفاز بالقتال بالضربة القاضية في الجولة الأولى.
كان المقرر أن يواجه أليسكروف باولو كوستا في 29 يوليو 2023 في يو إف سي 291. ومع ذلك، أُعلن في 19 يوليو عن إلغاء النزال وسيواجه أليسكروف نصر الدين إيمافوف في 21 أكتوبر 2023 في حدث يو إف سي 294. بدوره، انسحب إيمافوف بسبب مشاكل في التأشيرة وحل محله وارلي ألفيس. فاز بالقتال عن طريق الضربة الفنية القاضية في الجولة الأولى. أكسبه هذه النزال مكافأة أداء الليلة.
كان من المقرر أن يواجه أليسكروف أنتوني هيرنانديز في 17 فبراير 2024، في حدث يو إف سي 298. ومع ذلك انسحب أليسكروف بسبب تراكمات متعلقة بالمرض وتم استبداله برومان كوبيلوف.
كان من المقرر أن يواجه أليسكروف Andre Muniz في 15 يونيو 2024، في حدث يو إف سي على إي إس بي إن 58. ومع ذلك، انسحب مونيز من النزال بعد إصابته بكسر في القدم، وتم استبداله بالوافد الجديد للمنظمة أنطونيو تروكولي بدوره، تم سحب أليسكروف من ذلك القتال لمواجهة بطل الوزن المتوسط السابق في يو إف سي روبرت ويتيكر في 22 يونيو 2024، في الحدث الرئيسي في يو إف سي على إيه بي سي 6، كبديل لحمزة شيماييف المريض. خسر القتال بالضربة القاضية في الجولة الأولى.

## البطولات والإنجازات

### فنون القتال المختلطة
- يو إف سي
  - أداء الليلة (مرة واحدة) ضد وارلي ألفيس[40]

## سجل فنون القتال المختلطة
| السجل المهني |        |         |
| 17 نزال      | 15 فوز | 2 خسارة |
| ضربة قاضية   | 6      | 2       |
| إخضاع        | 5      | 0       |
| قرار القضاة  | 4      | 0       |

| النتيجة | السجل | الخصم                      | الطريقة                            | الحدث                                          | التاريخ        | الجولة | الوقت | المكان                              | الملاحظات                                               |
| ------- | ----- | -------------------------- | ---------------------------------- | ---------------------------------------------- | -------------- | ------ | ----- | ----------------------------------- | ------------------------------------------------------- |
| خسر     | 15–2  | روبرت ويتيكر               | ضربة قاضية (باللكمات)              | يو إف سي على إيه بي سي: ويتيكر ضد أليسكروف     | 22 يونيو 2024  | 1      | 1:49  | الرياض، السعودية                    |                                                         |
| فاز     | 15–1  | وارلي ألفيس                | ضربة فنية قاضية (بالركبة واللكمات) | يو إف سي 294                                   | 21 أكتوبر 2023 | 1      | 2:07  | أبو ظبي، الإمارات العربية المتحدة   | أداء الليلة.                                            |
| فاز     | 14–1  | فيل هاوز                   | ضربة قاضية (باللكمات)              | يو إف سي 288                                   | 6 مايو 2023    | 1      | 2:10  | نيوآرك، نيو جيرسي، الولايات المتحدة |                                                         |
| فاز     | 13–1  | ماريو سوزا                 | إخضاع (كيمورا)                     | سلسلة منافسات دانا وايت 54                     | 13 سبتمبر 2022 | 1      | 2:09  | لاس فيغاس، نيفادا، الولايات المتحدة |                                                         |
| فاز     | 12–1  | ناه شون بوريل              | قرار الحكام (بالإجماع)             | النسر إف سي 46                                 | 11 مارس 2022   | 3      | 5:00  | ميامي، فلوريدا، الولايات المتحدة    | نزال في وزن غير محدد (186.2 رطل)؛ اخفق أليسكيروف بوزنه. |
| فاز     | 11–1  | ميرو يوركوفيتش             | إخضاع (كيمورا)                     | برايف إف سي 49                                 | 25 مارس 2022   | 2      | 1:11  | الرفاع، البحرين                     |                                                         |
| فاز     | 10–1  | دينيس تيوليولين            | إخضاع (كيمورا)                     | برايف إف سي 41                                 | 17 سبتمبر 2020 | 3      | 1:48  | الرفاع، البحرين                     |                                                         |
| فاز     | 9–1   | دييجو جونزاليس             | ضربة فنية قاضية (باللكمات)         | برايف إف سي 33                                 | 17 ديسمبر 2019 | 3      | 2:04  | جدة، السعودية                       |                                                         |
| خسر     | 8–1   | حمزة شيماييف               | ضربة قاضية (لكمة)                  | برايف إف سي 23                                 | 19 أبريل 2019  | 1      | 2:26  | عمان، الأردن                        | نزال في وزن غير محدد (180 رطل).                         |
| فاز     | 8–0   | جيرالدو كويلو دي ليما نيتو | ضربة فنية قاضية (باللكمات)         | برايف إف سي 21                                 | 28 ديسمبر 2018 | 3      | 0:00  | جدة، السعودية                       | نزال في وزن غير محدد (174 رطل).                         |
| فاز     | 7–0   | جوي مايكل بيركينبوش        | ضربة فنية قاضية (باللكمات)         | برايف إف سي 14                                 | 18 أغسطس 2018  | 1      | 2:15  | طنجة، المغرب                        | نزال في وزن غير محدد (189.4 رطل)؛ اخفق أليسكيروف بوزنه. |
| فاز     | 6–0   | تشاد هانيكوم               | قرار الحكام (بالإنقسام)            | برايف إف سي 10                                 | 2 مارس 2018    | 3      | 5:00  | عمان، الأردن                        |                                                         |
| فاز     | 5–0   | جيريمي سميث                | ضربة قاضية (باللكمات)              | برايف إف سي 9                                  | 17 نوفمبر 2017 | 1      | 2:01  | مدينة عيسى، البحرين                 |                                                         |
| فاز     | 4–0   | رفعت أسدوف                 | إخضاع (خنق المقصلة)                | برايف إف سي 6                                  | 29 أبريل 2017  | 1      | 4:00  | ألماتي، كازاخستان                   |                                                         |
| فاز     | 3–0   | ديمتري أريشيف              | قرار الحكام (بالإجماع)             | إي إف إن – قتال ليالي داغستان                  | 25 سبتمبر 2015 | 2      | 5:00  | كاسبييسك، روسيا                     |                                                         |
| فاز     | 2–0   | فلاديمير ستوكالوف          | إخضاع (بالذراع)                    | تيك كريب إف سي – اختيار القمة 4: السادة الكبار | 24 يوليو 2015  | 1      | 3:24  | كراسنودار، روسيا                    |                                                         |
| فاز     | 1–0   | أليمجون شادمانوف           | قرار الحكام (بالإجماع)             | فايت ستار – كأس أم أم أيه الأوروبية            | 26 أبريل 2012  | 2      | 5:00  | نيجني نوفغورود، روسيا               | الظهور الأول في وزن المتوسط.                            |

## وصلات خارجية
- إكرام أليسكروف على موقع يو إف سي (الإنجليزية)
- إكرام أليسكروف على موقع شيردوغ (الإنجليزية)
- إكرام أليسكروف على موقع Tapology.com (الإنجليزية)